# An Chéad Dáil
An Chéad Dáil (El primer Parlament d'Irlanda) va ser el Dáil Éireann tal com es va reunir entre 1919 i 1921. Va ser la primera reunió del parlament unicameral de la República Irlandesa revolucionària. El 1919, els candidats que havien estat escollits a Westminster en les eleccions de 1918, van refusar reconèixer el Parlament del Regne Unit i, en lloc d'assistir a les sessions a Londres, van establir un parlament independent a Dublín anomenat "Dáil Éireann" (Assemblea d'Irlanda). L'establiment de l'An Chéad Dáil es va produir el mateix dia que començava la Guerra d'Independència Irlandesa a causa de l'emboscada de Soloheadbeg. Després de les eleccions de 1921, el First Dáil va ser succeït pel Second Dáil, vigent entre 1921 i 1922.
Els membres de l'An Chéad Dáil havien de ser els 105 representants d'Irlanda a Westminster. D'aquells, en la primera reunió, celebrada el 21 de gener de 1919, només 27 (un d'ells en representació de dues circumscripcions) van ser marcats com a presents (i láthair). Dels altres, 34 (dos dels quals representaven dues circumscripcions) van ser declarats "empresonats per part dels estrangers" (fé ghlas ag Gallaibh) i 3 (un dels quals representava dues circumscripcions) com a "deportats per part dels estrangers" (ar díbirt ag Gallaibh). Cinc membres del Sinn Féin foren inscrits simplement com 'as láthair' (absents). Els altres 32 membres convidats a participar-hi, però que no ho havien fet, eren sis membres del Partit Parlamentari Irlandès i 26 unionistes, principalment dels sis comtats que més tard seria Irlanda del Nord. Entre ells es trobaven tots els parlamentaris de Belfast, els comtats de Down, Antrim, Armagh i Derry (però no de la ciutat de Derry), dos dels tres parlamentaris del comtat de Tyrone, i un dels dos parlamentaris del comtat de Fermanagh. De la porció del país que, posteriorment, formaria l'Estat Lliure Irlandès, faltaven els parlamentaris de la ciutat de Waterford i de la Universitat de Dublín (tot i que si que hi havia parlamentaris per la Universitat Nacional d'Irlanda). En els altres indrets, l'assistència no va ser absoluta:
- Dublín (1 de cada 9 absents)
- Cork (1/2)
- Comtat de Cork (2/7)
- Comtat de Kilkenny (1/2)
- Comtat de Roscommon (1/2)
- Comtat de Donegal (1/4)

## Membres destacats

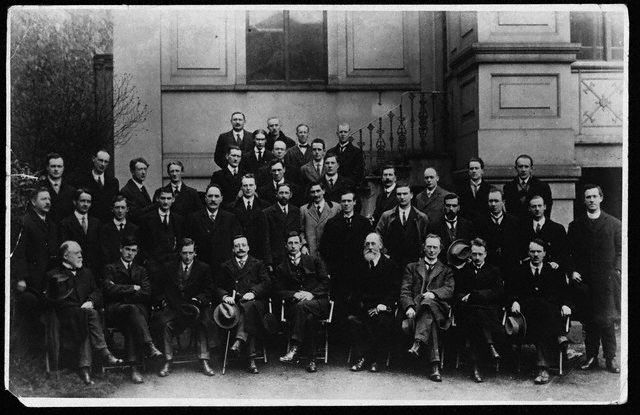
Membres del First Dáil el 10 d'abril de 1919
Primera fila, d'esquerra a dreta: Laurence Ginnell, Michael Collins, Cathal Brugha, Arthur Griffith, Éamonn de Valera, Comte Plunkett, Eoin MacNeill, W. T. Cosgrave i Ernest Blythe. Kevin O'Higgins és a la tercera fila (dreta)

- Cathal Brugha
- Michael Collins
- William T. Cosgrave
- Arthur Griffith
- Eoin MacNeill
- Constance Markiewicz
- Kevin O'Higgins
- Comte Plunkett
- Éamonn de Valera